# Berthold I van Andechs
Berthold I van Andechs (overleden rond 1060) was van 1010 tot aan zijn dood de eerste graaf van Andechs. Hij behoorde tot het huis Andechs.

## Levensloop
Berthold I was de oudste zoon van graaf Arnold III van Sundgau en diens echtgenote Adelheid.
Na de dood van zijn vader in 1010 erfde Berthold het graafschap Andechs en werd op die manier de eerste graaf van Andechs, wat hij bleef tot aan zijn dood rond 1060.
Berthold I bleef ongehuwd en kinderloos, waardoor hij als graaf van Andechs werd opgevolgd door zijn jongere broer Arnold IV.